# تشاویسوو
تشاویسوو (به چکی: Čavisov) یک منطقهٔ مسکونی در جمهوری چک است که در ناحیه اوستراوا-تسیتی واقع شده‌است. تشاویسوو ۴٫۰۴ کیلومتر مربع مساحت و ۵۲۴ نفر جمعیت دارد و ۳۳۹ متر بالاتر از سطح دریا واقع شده‌است.